# Хамза (подземное течение)
Хамза (порт. Rio Hamza) — неофициальное название предполагаемого подземного течения в бассейне Амазонки. Дано в честь учёного Валия Хамза, индийца по происхождению, который более 40 лет занимался исследованием Амазонки и курировал докторскую диссертацию Элизабет Пиментель (порт. Elizabeth Pimentel), в которой сделан вывод о существовании подземного течения. Об открытии «подземной реки» было объявлено в августе 2011 года на 12-м Международном конгрессе Бразильского географического общества.

## Описание
По предварительной оценке первооткрывателей, Хамза течёт на глубине около 4 км под землёй сквозь пористые грунты под бассейном Амазонки. Протяжённость Хамзы составляет около 6 тыс. км, ширина до 400 км, расход воды около 3100 м³/с, скорость движения воды не превышает 100 м/год. Воды Хамзы впадают в Атлантический океан глубоко под его поверхностью, снижая солёность воды на расстоянии до 150 км от берега.

## Исследования
Подземное течение было открыто группой учёных, которой руководил Валия Хамза, проводившей измерения температуры в недействующих нефтяных скважинах в бассейне реки Амазонки. Измерения были выполнены в 241 скважине. На основании зависимости температуры от глубины и её сравнении с моделями был сделан вывод о наличии горизонтального дренажа воды на большой глубине. Аргументы в пользу существования подземного течения были представлены в 2011 году на 12-м Международном конгрессе Бразильского географического общества. Учёные пояснили, что результаты исследования являются предварительными и более подробные научные обоснования могут быть представлены в ближайшие годы.

## Критика
Через несколько дней после сообщения об открытии «подземной реки» в разделе научных новостей BBC вышла статья, в которой геолог из Petrobras доктор Хорхе Фигейредо (порт. Jorge Figueiredo) подверг резкой критике использование термина «река» в отношении подземного течения, скорость которого сравнима со скоростью движения ледников. Также он отметил, что подземные воды на глубине 4 км не могут быть пресными. Валия Хамза согласился, что новооткрытое течение не является рекой в общепринятом смысле этого слова.